# Nicolás Nieri
Nicolás Ricardo Nieri Valle (Ica, 6 décembre 1939 – Lima, 23 mars 2017) est un footballeur péruvien qui évoluait au poste de milieu de terrain.

## Biographie

### Carrière en club
Issu du Sport Victoria de sa ville natale d'Ica, Nicolás Nieri passe au Sporting Cristal de Lima en 1958 au sein duquel il joue l'essentiel de sa carrière, remportant deux championnats du Pérou en 1961 et 1968,. En outre, il prend part avec le Sporting Cristal à trois éditions de la Copa Libertadores (1962, 1968 et 1969) pour un total de 21 matchs disputés dans cette compétition (pas de buts inscrits).
Il joue également pour le Sport Boys de Callao entre 1963 et 1964 et le Defensor Lima au début des années 1970, dernier club où il remporte son troisième (et dernier) championnat du Pérou en 1973. L’année suivante, il termine sa carrière au Barrio Frigorífico.

### Carrière en équipe nationale
Il se distingue surtout avec l’équipe du Pérou olympique en disputant l'épreuve de football des JO 1960 à Rome, compétition où il marque un doublé face à l'Inde (victoire 3-1).
Avec l’équipe A, il ne joue que trois matchs amicaux entre 1962 et 1966.

### Décès
Nicolás Nieri meurt le 23 mars 2017 à Lima à l’âge de 77 ans.

## Palmarès
| Sporting Cristal - Championnat du Pérou (2) : - Champion : 1961 et 1968. |  | Defensor Lima - Championnat du Pérou (1) : - Champion : 1973. |